# بسکتبال (اداره)
«بسکتبال» پنجمین قسمت فصل نخست مجموعه تلویزیونی کمدی آمریکایی اداره است. این قسمت در ۱۹ آوریل ۲۰۰۵ از شبکه ان‌بی‌سی پخش شد. این قسمت توسط گرگ دنیلز نوشته و کارگردانی شد که نخستین تجربه کارگردانی و نویسندگی او به تنهایی در این مجموعه بود. این قسمت نخستین حضور پاتریس اونیل در مجموعه است.
در این قسمت، مایکل اسکات (استیو کرل) کارمندان اداره را برای یک بازی بسکتبال به انبار با کارمندان آنجا می‌برد. از طریق ایده‌های جنسیتی و نژادی، مایکل ضعیف‌ترین کارمندان اداره را به ورزشکاران ترجیح می‌دهد. مایکل مدعی یک «خطای عمدی شخصی آشکار» می‌شود و بازی را متوقف می‌کند و تیم خود را به عنوان برندگان اعلام می‌کند. کارمندان انبار این را نادرست می‌دانند. مایکل تحت فشار قرار می‌گیرد و در پایان کارمندان انبار را برنده اعلام می‌کند.
این قسمت از یک صحنه حذف‌شده از قسمت یک الهام گرفته شده‌است که در آن مایکل دربارهٔ یک بازی بسکتبال صحبت می‌کند. به مدت دو روز، بازیگران اداره بسکتبال بازی کردند که سپس به هم متصل شدند تا اثر یک بازی مداوم را به نمایش بگذارند. علاوه بر این، هواداران و بازیگران چندین دیالوگ از این قسمت را از محبوب‌ترین‌های مجموعه به حساب می‌آورند. «بسکتبال» توسط حدود ۵٬۰ میلیون بیننده مشاهده شد و ۲٬۴/۶٪ سهم امتیاز را در میان بزرگسالان بین ۱۸ تا ۴۹ سال دریافت کرد. این قسمت نقدهای مثبتی از سوی منتقدان دریافت کرد.